# Малиновка (Судиславский район)
Малиновка — деревня в Судиславском сельском поселении Судиславского района Костромской области России. 

## География
Деревня расположена недалеко от автодороги Кострома — Верхнеспасское.

## История
Согласно Спискам населенных мест Российской империи в 1872 году деревня относилась к 1 стану Костромского уезда Костромской губернии. В ней числилось 9 дворов, проживало 32 мужчин и 35 женщин.
Согласно переписи населения 1897 года в деревне проживало 52 человек (21 мужчина и 31 женщина).
Согласно Списку населенных мест Костромской губернии в 1907 году деревня относилась к Богословской волости Костромского уезда Костромской губернии. По сведениям волостного правления за 1907 год в ней числилось 11 крестьянских дворов и 59 жителей. Основным занятием жителей была работа мясниками.

## Население
| 2008 | 2010 | 2014 |
| ---- | ---- | ---- |
| 3    | ↗5   | ↘4   |